# Systematic Botany Monographs
Systematic Botany Monographs (abreviado Syst. Bot. Monogr.) es una revista ilustrada con descripciones botánicas que es editada por la American Society of Plant Taxonomists. Comenzó su publicación en el año 1980 con el nombre de Systematic Botany Monographs; Monographic Series of the American Society of Plant Taxonomists.